# Pianosonate nr. 25 (Beethoven)
Pianosonate nr. 25 in G majeur, op. 79, is een pianosonate van Ludwig van Beethoven. Hij schreef de sonate in 1809. Het stuk duurt ongeveer 8 minuten.

## Onderdelen
De sonate bestaat uit drie delen:
- I Presto alla tedesca
- II Andante
- III Vivace

### Presto alla tedesca
Dit is het eerste deel van de sonate. Dit deel heeft een sonatevorm. Het eerste thema begint met een motief van 3 noten, G-B-G, het tweede thema in D majeur heeft veel snelle toonladders en arpeggios. Na de doorwerking wordt de hele expositie in G majeur herhaald, waarna er een kort coda komt. Het stuk duurt circa 3 minuten.

### Andante
Dit is het tweede deel van de sonate. Het stuk gebruikt een vredig thema en heeft een 3/4 maat. Het duurt ongeveer 3 minuten.

### Vivace
Dit is het derde en laatste deel van de sonate. Het stuk heeft een rondo vorm: A-B-A-C-A'-Coda. Dit deel heeft een 2/4 maat en staat grotendeels in G majeur. Een standaard uitvoering duurt circa 2 minuten.